# Гелкенес
Гелкенес (нід. Gelkenes) — селище в нідерландській провінції Південна Голландія. Входить до муніципалітету Моленланден. Його населення станом на 2005 рік складало 300 осіб.